# 赤坂沙絵
赤坂 沙絵（あかさか さえ、1993年1月22日 - ）は、日本のジュニアアイドル、グラビアアイドル。
東京都出身。アクアス・エンターテインメント所属。カバーソング・ドールズに所属。

## 略歴
2008年3月31日に引退。

## 出演

### TV・CS
- 『新・美少女図鑑』（エンタ!371）
- 『グラビアレボリューション』（エンタ!371）

### 携帯サイト・WEB
- 究極アイドルマニア（ドコモ、au、ソフトバンク）
- ミートザガール
- みるくキッス
- はにとら学園
- 妹（撮影:会田我路）
- こどもじゃナイモン!

### PV
- 『日々博覧会』efca

### 雑誌
- 『本当にデカップ』（バウハウス）
- 『moecco』（マイウェイ出版）
- 『BeppinSchool』（ジーオーティー）
- 『CIRCAS MAX』（KKベストセラーズ）U-17アイドルBEST30

## 作品

### DVD
- さえ（2007年6月30日、garomage）[3]
- さえ14才（2007年10月27日、スパークビジョン）
- 沙絵motion（2007年11月30日、心交社）
- 沙絵のすべて（2008年3月28日、心交社）[4]
- ディープ・キッス vol.03（2008年5月24日、アートハウス・ゴン）
- 美少女はJC純真可憐（2008年7月18日、メディアサプライ）
- 美少女放課後くらぶ スク☆パラ（2007年8月11日、ベガファクトリー） ※オムニバスDVD[5]
- コレで最後！！（2008年12月24日、アートハウス・ゴン） ※オムニバスDVD

### 写真集
- さえの宝石箱（2007年11月、心交社）
- 最後の想い。（2008年3月25日、心交社）

デジタル写真集
- 『キスしていいですか？』2007年1月

### CD
- 『CoverSongDolls』カバーソングドールズ